# Betsy Drake
Betsy Drake (Neuilly-sur-Seine, 11 de septiembre de 1923-Londres Reino Unido, 27 de octubre de 2015) fue una actriz y escritora estadounidense, conocida por haber sido la tercera mujer del actor Cary Grant.

## Biografía
Betsy Drake, hija de dos exiliados americanos, nació en París en 1923. A pesar de que su abuelo Tracy Drake y su tío abuelo John Drake (1872-1964) fueran los fundadores del Drake Hotel en Chicago, la familia se arruinó en el crac del 1929. Tuvo que trabajar como modelo y telefonista para pagar sus clases de arte dramático.
Cary Grant se fijó en ella en 1947, en la producción londinense de Deep Are The Roots. Compartiendo el mismo barco para volver a los Estados Unidos, empezaron una relación. Betsy Drake firmó después un contrato con RKO y David Selznick, apareciendo en su primera película Todas las chicas se tendrían que casar (Every Girl Should Be Married) con Cary Grant en 1948.
El día de Navidad de 1949, se casaron y escogieron llevar una vida privada, discreta e introspectiva. En 1952, comparten de nuevo cartel en la película Siempre cabe otro (Room for One More), y Drake encadena luego más papeles en películas como Will Success Spoil Rock Hunter?.
En 1956, Drake es superviviente de la colisión del transatlántico italiano Andrea Doria con el de vapor Estocolmo. Pasajera de primera clase, volvía de una visita a su marido en España donde estaba rodando Orgullo y pasión y donde él tuvo una aventura con Sophia Loren (cosa que explicará más tarde en su autobiografía).
Grant y Drake se separan en 1958, continuando siendo buenos amigos, y se divorcian en 1962. El actor le agradeció haberle hecho conocer otros centros de interés (sin relación con su carrera), y haberle hecho descubrir la terapia con LSD, droga entonces legal que Betsy había empezado a tomar para vencer su trauma debido al naufragio del Andrea Doria.
Drake abandonó entonces el cine por otras actividades como la escritura. En 1971, publica su primera novela, antes de hacerse psicoterapeuta.
Su última aparición en pantalla fue en Cary Grant: A Class Apart, un documental en el cual habla sobre Grant y su relación.

## Filmografía
- Every Girl Should Be Married (1948): Anabel Sims
- Dancing In the Dark (1949): Julie Clarke
- The Second Woman (1950): Ellen Foster
- Pretty Baby (1950): Patsy Douglas
- Room for One More (1952): Anna Rose
- Will Success Spoil Rock Hunter? (1957): Jenny Wells
- General Electric Theater: Ellie (1 episodio, 1958)
- Intención de matar (Intent to Kill) (1958): Dra. Nancy Ferguson
- Next to No Time (1958): Georgie Brant
- Randall, el justiciero (1 episodio, 1959): Lucy Fremont
- Clarence, the Cross-Eyed Lion (1965): Julie Harper
- Cary Grant: A Class Apart (2005): ella misma